# Burg Taufers
El Burg Taufers (en italià castello di Tures ) és un castell medieval que es troba prop de Campo Tures, a la Val di Tures, un vessant perpendicular a la Val Pusteria.
El castell s'aixeca sobre un promontori que forma una resclosa natural, anomenada Klapf, que geogràficament dona lloc a la Vall Aurina, mentre que la localitat Drittelsand, situada al nord del castell, encara pertany al municipi de Campo Tures.

## Història
Propietat originàriament dels senyors de Taufers, nobles i dinastes, així com de membres ministerials de l'església episcopal de Bressanone a partir del 1215 que la van construir a principis del segle XIII, es va transformar en una casa residencial al segle XV-XVI.
Després d'una fase de decadència, el castell es va tornar a posar en marxa després de la Segona Guerra Mundial per l'abat benedictí Hieronymus Gassner, originari d' Ybbsitz a la Baixa Àustria. Des de l'any 1977 el Castell ha estat adquirit pel Südtiroler Burgeninstitut ("Institut del Tirol del Sud per al Manteniment dels Castells"). Actualment és un dels castells medievals més interessants de la província autònoma de Bolzano. En total hi ha 64 habitacions, 24 de les quals són totalment de fusta. A la capella hi ha frescos de l'escola de Michael Pacher. També són interessants l'armeria, la biblioteca, la sala dels prínceps (el Fürstenzimmer ) i la sala d'audiències. Al soterrani hi ha la presó. El castell es pot visitar en dies determinats i acull exposicions i concerts de tant en tant.

## Margarethe von Taufers
Segons la llegenda, la jove comtessa Margarethe von Taufers estava desposada amb un descendent de gran naixement, però es va enamorar del capità de la guàrdia del castell i va decidir casar-se amb ell. La família estava en contra d'aquest matrimoni i el pare va contractar un sicari que va matar el nuvi, potser prop de l'altar. La comtessa va viure set anys desesperada, fins que es va llançar per la finestra i va morir. Diu la llegenda que encara es veia el seu esperit planant a les estances del castell. En els darrers temps, la seva llegenda s'ha adaptat en forma de concert i s'ha musicat amb música (que, però, no tracta directament dels fets) del noble, trobador i poeta cortès Oswald von Wolkenstein. La representació es va fera Moniga del Garda, a Bolonya i a Bèrgam.

## Als mitjans de comunicació
La pel·lícula La nit més bella de la meva vida, d'Ettore Scola i protagonitzada per Alberto Sordi, es va rodar al castell de Tures l'any 1972, basada en el conte La panne. Una història encara possible de Friedrich Dürrenmatt. El detall del fantasma va ser recordat per Sordi durant el rodatge de la pel·lícula.
El castell també és un dels escenaris de la sèrie de televisió italiana Le ali della vita dirigida per Stefano Reali, protagonitzada per Virna Lisi i Sabrina Ferilli.